# 恰塔里
恰塔里（Chhatari），是印度北方邦Bulandshahr县的一个城镇。总人口10886（2001年）。

## 人口
该地2001年总人口10886人，其中男性5843人，女性5043人；0—6岁人口2071人，其中男1153人，女918人；识字率45.17%，其中男性为54.24%，女性为34.66%。